# Покладення в труну (Рафаель)

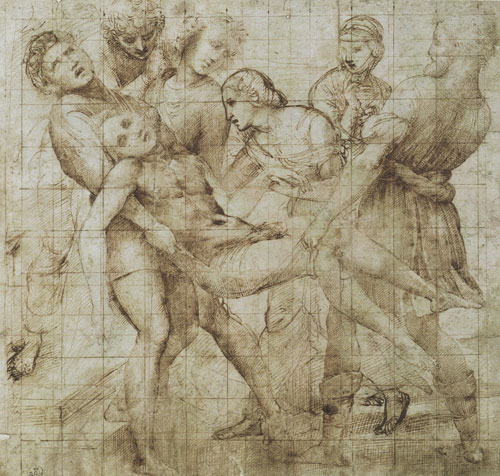
Рафаель, Етюд, Галерея Уффіці

«Покладення в труну» — картина італійського художника доби Відродження Рафаеля, створена ним як основна частина Вівтаря Бальйоні у 1507 році. Зберігається в галереї Боргезе в Римі.

## Історія
Вівтар Бальйоні Рафаель виконав на замовлення Аталанти Бальйоні на згадку про її сина Гріфонетто, який у 1507 році загинув у бою і був похований у церкві Святого Франциска в Перуджі. Вівтар залишався в церкві Святого Франциска протягом 101 року, доки не був винесений вночі через змову священника й відісланий Папі Римському Павлу V. Папа подарував його своєму небожеві кардиналу Боргезе для його колекції. У 1797 році вівтар конфіскували французькі війська і вивезли до Парижа. У 1816 році до Рима було повернуто тільки центральну сцену вівтаря — «Покладення в труну». 